# Kiwa hirsuta
Kiwa hirsuta là một loài động vật giáp xác thuộc họ Kiwaidae. Loài này được phát hiện năm 2005. Chiếc càng đầy lông của loài này chứa nhiều vi khuẩn dạng sợi, giúp chúng khử độc tố trong nước phun ra từ miệng thủy nhiệt dưới đáy đại dương.
K. hirsuta được phát hiện tháng 3 năm 2005 bởi một nhóm tổ chức bởi Robert Vrijenhoek của Viện Nghiên cứu Monterey Bay Aquarium ở Monterey, California và Michel Segonzac của Ifremer và một nhà khoa học điều tra cuộc sống biển sử dụng tàu ngầm DSV Alvin, hoạt động từ RV Atlantis. Phát hiện được công bố vào ngày 07 tháng 3 năm 2006. Nó đã được tìm thấy dọc theo Rãnh Thái Bình Dương - Nam Cực, 1.500 km (930 mi) về phía nam của đảo Phục Sinh ở độ sâu 2.200 mét (7.200 ft), sống ở miệng phun thủy nhiệt. Dựa trên cả hai hình thái và dữ liệu phân tử, sinh vật được coi là hình thành một họ sinh học mới (Kiwaidae); một loài thứ hai, Kiwa puravida, được phát hiện vào năm 2006 và được mô tả trong năm 2011. 